# Кабачок (памятник природы)
Кабачок (укр. Кабачок) — ботанический памятник природы местного значения на Украине, лесной участок, на котором растет шесть 160-летних дубов. Объект природно-заповедного фонда Винницкой области.
Расположен в пределах Винницкого района Винницкой области, к югу от посёлка городского типа Стрижавка. Площадь 3,5 га.
Объявлен памятником в соответствии с Решением Винницкого облисполкома от 13 мая 1964 года № 187 и от 29 августа 1984 № 371. Находится в ведении Винницкого государственного предприятия «Винлесхоз» (Вінлісгосп). Статус присвоен для сохранения ценной 80-летней дубравы, где в составе лесонасаждений растут 170-летние черешчатые дубы — 6 экземпляров.

## Галерея

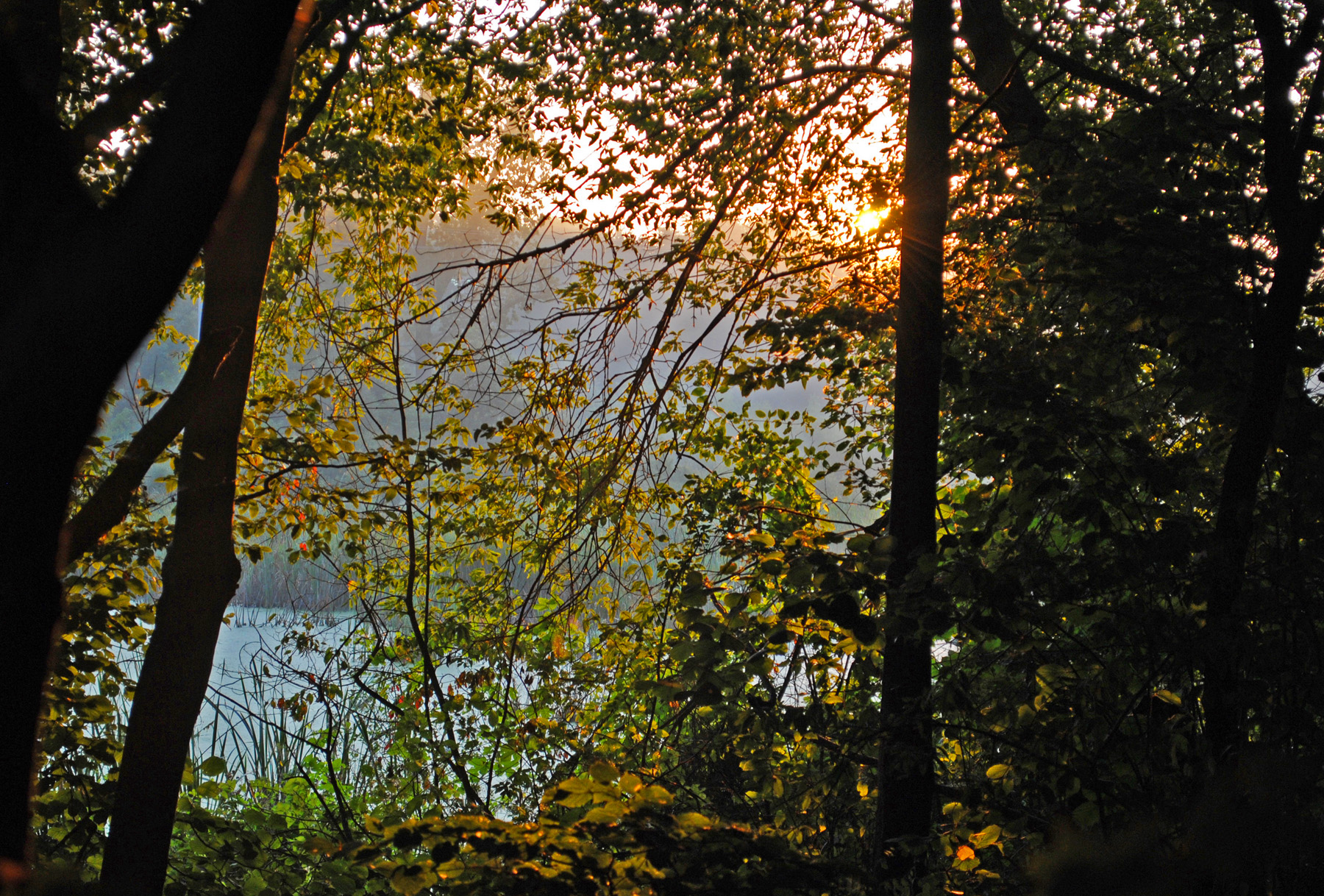
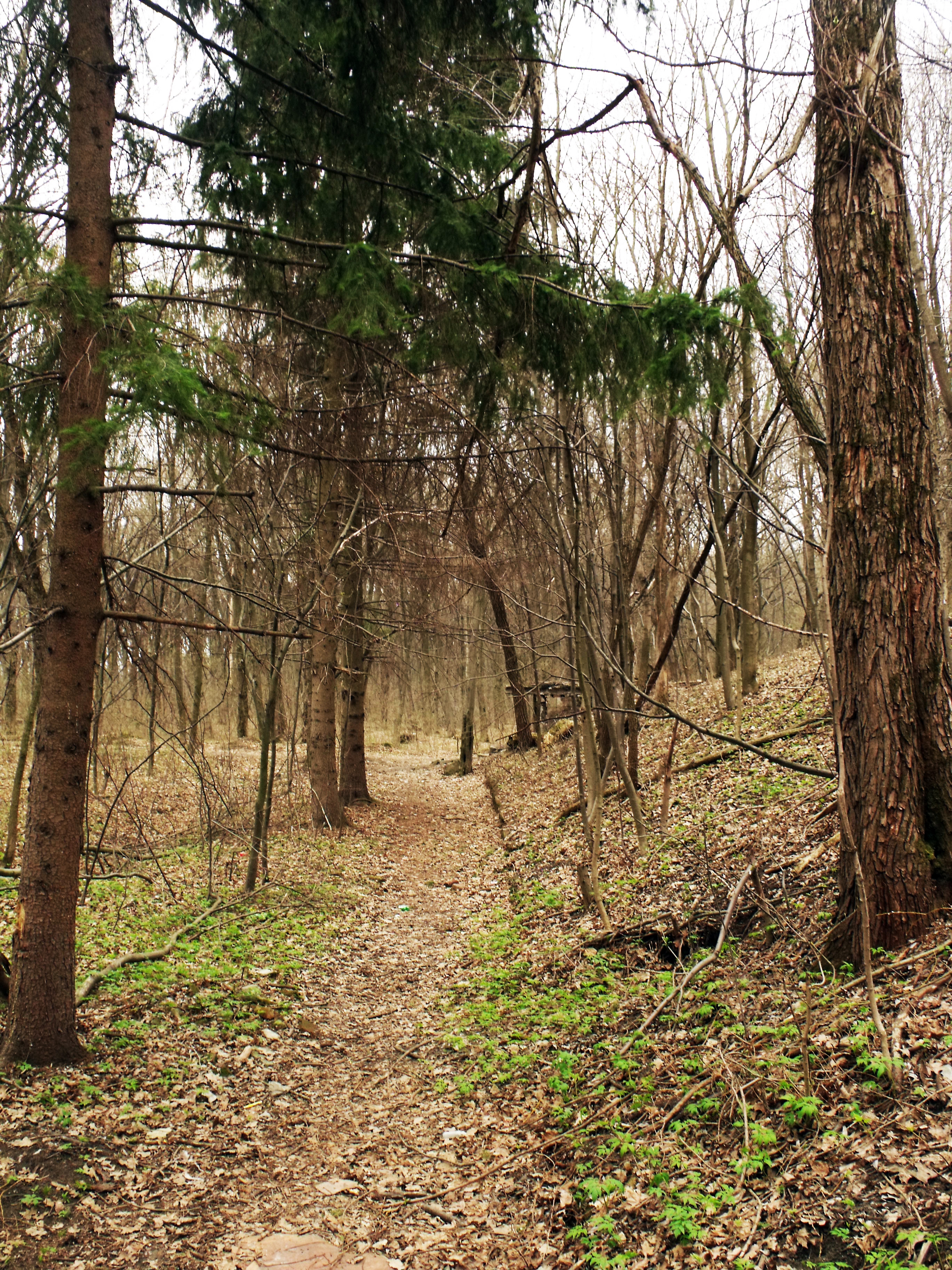
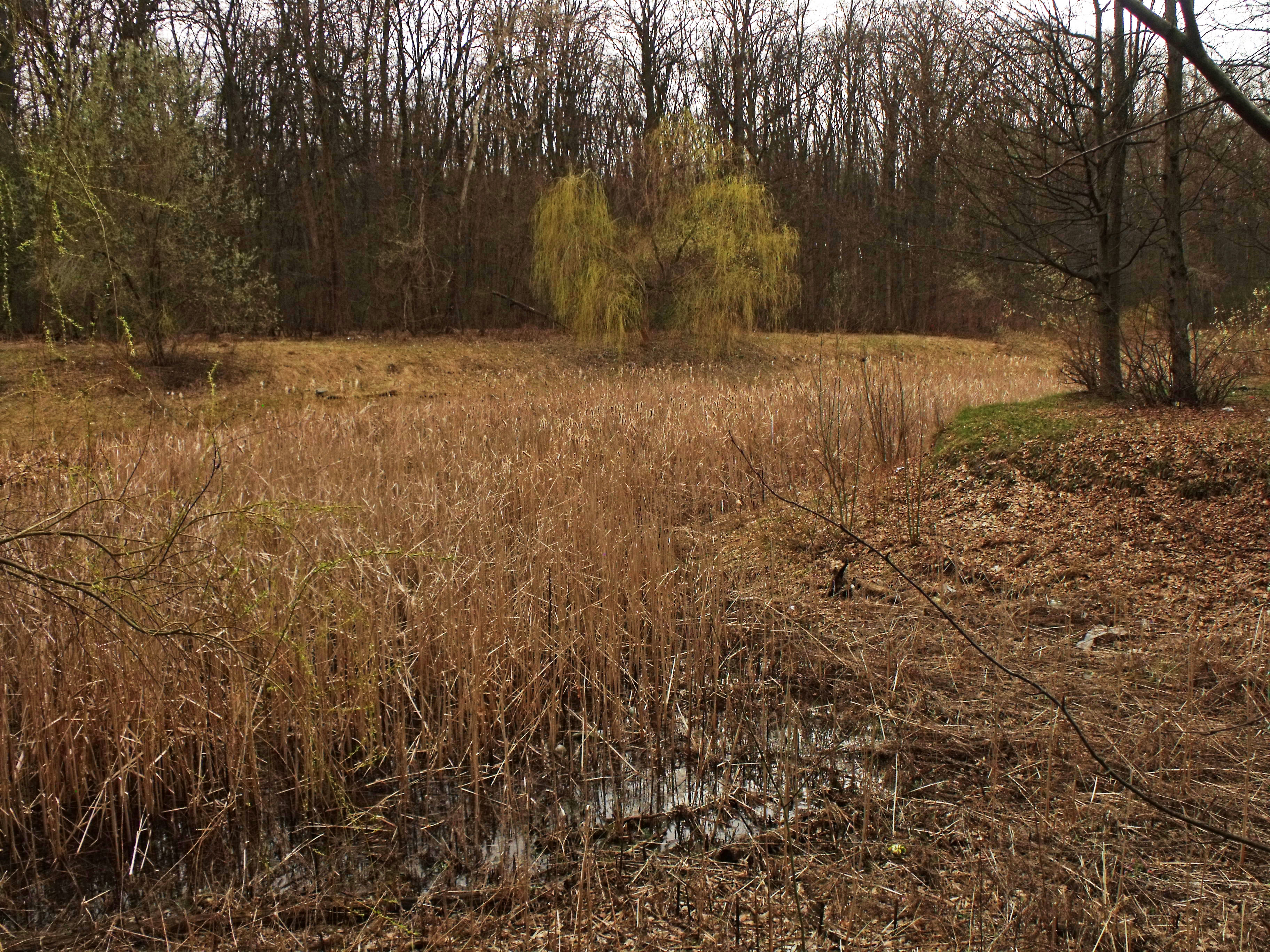